# セルゲイ・コピロフ
セルゲイ・ウラディミロヴィチュ・コピロフ（Sergey Vladimirovich Kopylov、1960年7月29日 -）は、ロシア（旧ソビエト連邦）、トゥーラ出身の元自転車競技（トラックレース）選手。
ロシア語表記は、Сергей Владимирович Копылов。

## 来歴
東ドイツのルッツ・ヘスリッヒの最大のライバルとして君臨。1980年モスクワオリンピック・スプリントでは準決勝でヘスリッヒに敗れ、3位に終わったが、1981年、1982年の世界選手権自転車競技大会・アマスプリントではいずれも決勝でヘスリッヒを撃破して優勝。1983年の同大会同種目ではヘスリッヒに次いで2位に入った。また、1983年の同大会1kmタイムトライアルでは、世界記録をマークして優勝した。
しかし、ソビエト連邦が1984年ロサンゼルスオリンピックをボイコットした影響を受け、同年限りで現役から退いた。

## 主な戦績
1978年
- ジュニア世界選手権自転車競技大会 スプリント 優勝

1980年
- モスクワオリンピック
  -  スプリント 3位

1981年
- トラックレース世界選手権
  -  アマスプリント 優勝
  - 1kmTT 3位
- グランプリ・ド・パリ 優勝

1982年
- トラックレース世界選手権 アマスプリント 優勝

1983年
- トラックレース世界選手権
  -  1kmTT 優勝
  - アマスプリント 2位

1984年
- グランプリ・ド・パリ 優勝